# Josef Jan Hanuš
Josef Jan Hanuš, DFC (1911-92) foi um piloto de caça da Checoslováquia que serviu primeiro na Força Aérea Francesa e, mais tarde, na Reserva Voluntária da Real Força Aérea (RAFVR), durante a Segunda Guerra Mundial. Em 1945, após a Segunda Guerra Mundial, Hanuš voltou para a Checoslováquia, mas depois do golpe de estado de no seu país, ele escapou de volta para o Reino Unido e voltou para a Real Força Aérea, onde ele trabalhou até 1968. Ele morreu na Inglaterra, em 1992.